# Betta waseri
Betta waseri är en fiskart som beskrevs av Krummenacher, 1986. Betta waseri ingår i släktet Betta och familjen Osphronemidae. Inga underarter finns listade.